# جعفر کازرانی
جعفر کازرانی (۱۳۲۵ در کرمانشاه – ۱۰ اردیبهشت ۱۳۹۵ در کرمانشاه) شناخته‌شده با نام جعفر کازرونی، نویسندهٔ ایرانی است که به جریان داستان‌نویسی حوزۀ کرمانشاه تعلق دارد. وی همچنین مدیر انتشارات چشمه هنر و دانش در کرمانشاه بود.

## زندگی
جعفر کازرانی، معروف به کازرونی فرزند احمد در سال ۱۳۲۵ شمسی در شهر کرمانشاه در خانواده‌ای متوسط به دنبا آمد. جد مادری وی صادق خان منتظری معروف به صادق چاشنی‌ساز و جد پدری او حسن کازرانی بوده‌است. پدر وی در حرفه فرش‌فروشی به کسب و تجارت می‌پرداخت ولی در این شغل با شکست مواجه شد و به پیشه‌وری ساده و ایرانگرد مبدل گردید. جعفر کازرانی تحصیلات ابتدایی و متوسط را در زادگاهش به پایان رسانید و سپس به تهران رفت و وارد دانشگاه تربیت معلم شد به سال ۱۳۴۶ شمسی به علت شرکت در تظاهرات دانشجویی علیه رژیم شاه دستگیر و زندانی شد. اما به علت افزایش تظاهرات دانشجویی از زندان آزاد و در سال ۱۳۴۹ شمسی موفق به اخذ لیسانس در رشته شیمی شد و به خدمت نظام اعزام گردید. پس از اتمام دوره نظام در سال ۱۳۵۱ شمسی به استخدام آموزش و پرورش درآمد و در کرمانشاه به تدریس در رشته‌های شیمی و زبان انگلیسی و ادبیات فارسی مشغول گردید. در سال ۱۳۵۸ جهت تحصیل در رشته زبان انگلیسی و در سال ۱۳۶۳ در مقطع کارشناسی ارشد رشته علوم کتابداری و اطلاعات رسانی پزشکی و در سال ۱۳۶۹ در امتحانات سراسری دانشگاه‌ها شرکت و در رشته علوم پزشکی پذیرفته شد ولی به علت حجم فعالیت‌های فرهنگی و ادبی عملاً از این موفقیت چشم پوشید. هم چنین در کنار معلمی در عرصه فرهنگ و هنر ایران نیز تلاش‌های بسیاری کرد و کتاب‌های مختلفی در زمینه‌های شعر، رمان، داستان و تاریخ از وی به چاپ رسیده است.

## آثار
از آثار چاپ شده وی می‌توان به مجموعه شعرآواز، رمان لاله‌های تلخ، وقتی دانه‌های برف به رقص در می‌آیند، آدمک‌ها، مجموعه داستان بوی نان، مجموعه داستان هوار، داستان بام غلتان، داستان شاهمراد، رمان بیرق‌های سرخ، رمان راه جنگ، جنگ ادبی هنری فراتاش ۱ (نقد داستان و شعر) جعفر کازرانی از سال ۱۳۵۸ تا ۱۳۶۸ پس از گذراندن یک دوره طولانی مطالعه در کتب ادبی و هنری، به نگارش مجلدات نقد هنر که بررسی و نقد آثار برخی از نویسندگان ایرانی است پرداخت مانند نقد و بررسی و تلخیص آثار علی محمد افغانی، آثار علی اشرف درویشیان در بوته نقد، داش آکل و زبان نگارش آن، روند ادبیات نگارشی در ایران، نگاهی به شعر معاصر (برای اولین بار در ایران)، شاملو و زبان شعر او _ شاملو شاعر قلب‌ها، خشم، رمان آدم‌ها و آهن‌ها، آدمک‌ها و بیرق‌های سرخ، اشاره کرد.
در سال ۹۴ نیز یک مجموعه داستان از او شامل ۲۹ قصه به نام «بشقاب‌های خط خورده» در ۱۳۶ صفحه و شمارگان ۱۱۰۰ نسخه به رشته تحریر درآمده و به چاپ رسیده است.
وی در زمینه‌های تاریخی نیز آثار متعددی از جمله کتاب دو جلدی پهلوانان (تاریخ و اسطوره) تاریخ پهلوانی کرمانشاه در دو قرن اخیر و فاتحان (تکمیلی ۱ پهلوانان) را به چاپ رسانده است و در واپسین روزهای زندگی‌اش آثار متعددی در زمینه‌های مختلف بررسی اشعار فروغ فرخزاد به شکل هرمونوتیک را در دست اقدام داشته‌است.

## تعریف کازرانی از شعر و شاعر
در مصاحبه‌ای که به مناسبت روز شعر و ادب فارسی(۲۷ شهریور) خبرگزاری مهر با او انجام داده بود تعریف او از شعر و شاعری اینگونه بوده‌است:
شاعر کسی است که با تمام وجود خود به محیط اطرافش کاملاً وقوف و اشراف دارد. شاعر علاوه بر اینکه دارای نهاد شعری باشد باید حس جوششی و حساسیت لطافت روحی او باعث سرایش شعرهای زیبا و تأثیرگذار شود طوریکه به راحتی پیام خود را به گیرنده و خواننده اشعار منتقل کند.

## جعفر کازرانی به قلم منصور یاقوتی
منصور یاقوتی دربارهٔ جعفر کازرانی می‌گوید: 
جعفر کازرانی یکی از آموزگاران این سرزمین بود که مثل اغلب آموزگاران دهه‌های چهل و پنجاه دغدغۀ فرهنگ و هنر و چاپ و نشر داشت و کازرانی هم مثل علی اشرف درویشیان، لاری کرمانشاهی، اصغر واقدی و دیگران به کوشش و استعدادهای خود متکی بود و هیچ کانون یا آموزشگاهی نبود که به شکوفایی این استعدادها کمک کند و فقط بر پایهٔ تلاش‌های شخصی خودشان بود که بالیدند و پیش رفتند کازرانی ابتدا در حوزه داستان‌نویسی و سپس در زمینۀ نقد آثار دو همشهری خود یعنی علی‌اشرف درویشیان و علی‌محمد افغانی قلم خود را حرکت داد و در سال ۵۷ مجوز نشر چشمه هنر و دانش را گرفت و حدود صد عنوان کتاب از همشهریان خود چاپ و منتشر کرد؛ و همزمان جنگ فراتاش را راه‌اندازی کرد که دو شمارۀ آن منتشر شد و شمارۀ دوم در سطحی باوقار و شایسته در اختیار جامعۀ فرهنگی قرار گرفت. در کارنامۀ جعفر کازرانی انتشار جنگ فراتاش می‌تواند نمرهٔ خوبی به او بدهد.

## درگذشت جعفر کازرانی
سرانجام پس از سال‌ها تلاش در زمینه ادبیات بر اثر یک تصادف، پزشکان به‌طور اتفاقی متوجه بافت‌های وخیم سرطانی در او شدند و پس از آن بود که تجویز داروهای سرطانی را نیز برای او آغاز کردند اما به دلیل ضعف شدید جسمانی توان گرفتن داروهای شیمی درمانی را نداشت وجعفر کازرونی پس از ماه‌ها تحمل درد و رنج بیماری سرطان در سن هفتاد سالگی در ۱۰ اردیبهشت ۱۳۹۵ در گذشت.